# Herrarnas 89 kg i tyngdlyftning vid olympiska sommarspelen 2024
Herrarnas tyngdlyftning i 89-kilosklassen vid olympiska sommarspelen 2024 hölls den 9 augusti 2024 i Paris Expo Porte de Versailles i Paris i Frankrike.

## Rekord
Innan tävlingens start gällde följande rekord.
| Världsrekord     | Ryck   | Yeison López (COL) | 182 kg | Phuket, Thailand | 6 April 2024     |  |
| Världsrekord     | Stöt   | Karlos Nasar (BUL) | 223 kg | Doha, Qatar      | 10 December 2023 |  |
| Världsrekord     | Totalt | Li Dayin (CHN)     | 396 kg | Jinju, Sydkorea  | 10 maj 2023      |  |
|                  |        |                    |        |                  |                  |  |
| Olympiska rekord | Ryck   | Olympisk standard  | 180 kg | —                | —                |  |
| Olympiska rekord | Stöt   | Olympisk standard  | 212 kg | —                | —                |  |
| Olympiska rekord | Totalt | Olympisk standard  | 390 kg | —                | —                |  |

Följande nya rekord noterades under tävlingen:
| Gren   | Idrottare          | Rekord | Typ av rekord |
| ------ | ------------------ | ------ | ------------- |
| Stöt   | Karlos Nasar (BUL) | 224 kg | 0VR0, 0OR0    |
| Totalt | Karlos Nasar (BUL) | 404 kg | 0VR0, 0OR0    |

## Resultat
| Placering | Idrottare           | Nation     | Ryck (kg) | Ryck (kg) | Ryck (kg) | Ryck (kg) | Stöt (kg) | Stöt (kg) | Stöt (kg) | Stöt (kg)      | Totalt         |
| Placering | Idrottare           | Nation     | 1         | 2         | 3         | Resultat  | 1         | 2         | 3         | Resultat       | Totalt         |
| --------- | ------------------- | ---------- | --------- | --------- | --------- | --------- | --------- | --------- | --------- | -------------- | -------------- |
| 1         | Karlos Nasar        | Bulgarien  | 173       | 177       | 180       | 180       | 213       | 224       | —         | 224 0VR0, 0OR0 | 404 0VR0, 0OR0 |
| 2         | Yeison López        | Colombia   | 175       | 180       | 180       | 180       | 205       | 205       | 210       | 210            | 390            |
| 3         | Antonino Pizzolato  | Italien    | 172       | 172       | 176       | 172       | 212       | 212       | 212       | 212            | 384            |
| 4         | Marin Robu          | Moldavien  | 170       | 175       | —         | 175       | 200       | 208       | 212       | 208            | 383            |
| 5         | Mirmostafa Javadi   | Iran       | 164       | 168       | 171       | 168       | 204       | 217       | 217       | 204            | 372            |
| 6         | Yu Dong-ju          | Sydkorea   | 163       | 163       | 168       | 168       | 203       | 211       | 217       | 203            | 371            |
| 7         | Andranik Karapetian | Armenien   | 170       | 175       | 177       | 170       | 200       | 210       | 215       | 200            | 370            |
| 8         | Keydomar Vallenilla | Venezuela  | 157       | 162       | 165       | 162       | 190       | 196       | 200       | 196            | 358            |
| 9         | Romain Imadouchène  | Frankrike  | 155       | 155       | 161       | 155       | 195       | 196       | 204       | 196            | 351            |
| 10        | Kyle Bruce          | Australien | 143       | 148       | 148       | 148       | 182       | 182       | 188       | 182            | 330            |
| —         | Boady Santavy       | Kanada     | 158       | 163       | 166       | 163       | 186       | 187       | 188       | —              | 0DNF0          |
| —         | Karim Abokahla      | Egypten    | 165       | 170       | 170       | 165       | —         | —         | —         | —              | 0DNF0          |